# Lower Coast
De Lower Coast is een plaats (locality) in de Canadese provincie Newfoundland en Labrador. De plaats bevindt zich in het zuidoosten van het eiland Newfoundland en maakt deel uit van de gemeente Trepassey.

## Geografie
Het dorp Lower Coast is gelegen aan de zuidkust van Avalon, het grote zuidoostelijke schiereiland van Newfoundland. De plaats is meer bepaald gelegen in het noorden van het Avalonse subschiereiland Powles, hetgeen met een 500 meter lange en minder dan 50 meter brede landengte met het dorp Trepassey en alzo met de rest van Newfoundland verbonden is. Op deze smalle zeer smalle landengte, die ter bescherming van de haven ook tot een golfbreker is omgebouwd, ligt de enige toegangsweg tot de Lower Coast.
De plaats bevindt zich aan de oevers van de Trepassey Bay, meer bepaald aan de oostzijde van de natuurlijke haven Trepassey Harbour. In 2012 telde de nederzetting 26 huizen.

## Geschiedenis
Tijdens de Amerikaanse Onafhankelijkheidsoorlog heerste er bij de inwoners uit de omgeving, die toen deel uitmaakte van de Britse Kolonie Newfoundland, angst voor aanvallen van Amerikaanse kaapvaarders. Er werd daarom in het noorden van Powles, aan de rand van de Lower Coast, een batterij gebouwd. Deze was gedurende drie jaar bemand door een handvol Britse artilleristen, al vond er nooit een aanval plaats. Na het einde van de oorlog in 1783 werd de batterij verlaten.  De archeologische restanten, die in 2016 voor het eerst werden onderzocht, zijn nog steeds zichtbaar in het landschap en vrij te bezoeken.
In het jaar 1967 kreeg de Lower Coast voor het eerst lokaal bestuur doordat het tezamen met buurdorp Trepassey enkele andere naburige plaatsen deel ging uitmaken van het local improvement district Trepassey. Twee jaar later kreeg dat LID reeds officieel het statuut van town.
Sinds de ineenstorting van de Noordwest-Atlantische kabeljauwvisserij in 1992 kent de sterk op visserij gerichte plaats een onophoudelijke, sterk dalende demografische trend. In 2012 telde de plaats naar schatting 50 inwoners. In 2023 waren het er naar schatting nog 35.

### Stormschade
Aangezien de Lower Coast enkel bereikbaar is via een smalle, kwetsbare landengte, geraakt ze bij zware stormvloeden die de golfbreker doorbreken soms een tijdlang afgesneden van de buitenwereld. De toegangsweg werd onder meer zwaar beschadigd op 19 oktober 2012 door de restanten van Orkaan Rafael en op 11 september 2022 ten gevolge van Orkaan Earl.
Door de gevolgen van de klimaatverandering zijn er steeds vaker stormen die de toegangsweg beschadigen. Een hervestiging van de inwoners staat echter niet op de agenda bij het gemeentebestuur daar er een gebrek is aan geschikte woningen in Trepassey-centrum en er weinig animo is bij de inwoners van de Lower Coast.